# Jimmy Choo
Jimmy Choo (Penang, 1961) is een Chinees-Maleisische modeontwerper. Hij werd geboren in een Hakkanese familie. Zijn Hakkanese naam is Choo Yeang Keat.
Hij is de oprichter van het in Londen gevestigde Jimmy Choo Ltd, dat vooral exclusieve handgemaakte damesschoenen en -tassen uitbrengt.
In 2009 ontwierp Choo een kledinglijn voor modeketen Hennes & Mauritz, waardoor het merk voor een groter publiek toegankelijk werd.
- Gemeinsame Normdatei: 133197468
- International Standard Name Identifier: 0000 0003 7393 2215
- Library of Congress Control Number: n2008072799
- Nationale Bibliotheek van Tsjechië: xx0075483
- Virtual International Authority File: 308697206
- WorldCat: E39PBJm4RgPwDq6KVPFdv4jt8C